# Кюдланд, Финн
Финн Эрлинг Кюдланд (норв. Finn Erling Kydland; род. 1 декабря 1943, Олгор) — норвежский экономист, лауреат Нобелевской премии по экономике 2004 года «за вклад в динамическую макроэкономику: согласованность во времени экономической политики и деловых циклов». Учился в Норвежской школе экономики и делового администрирования. Степень доктора философии получил в университете Карнеги — Меллона. Преподавал в школе бизнеса Теппера и Калифорнийском университете в Санта-Барбаре.

## Сочинения
- «Динамика оптимального налогообложения, рациональные ожидания и оптимальный контроль» (Dynamic Optimal Taxation, Rational Expectations and Optimal Control, 1980; в соавторстве с Э. Прескоттом).

## Общественная деятельность
В 2016 году подписал письмо с призывом к Greenpeace, Организации Объединенных Наций и правительствам всего мира прекратить борьбу с генетически модифицированными организмами (ГМО).